# Hessischer Gedenktag für die Opfer von Flucht, Vertreibung und Deportation
Der Hessische Gedenktag für die Opfer von Flucht, Vertreibung und Deportation wird am dritten Sonntag im September begangen. Mit ihm wird an das Miteinander in Europa erinnert, damit Vertreibung und Deportationen im Sinne der Charta der deutschen Heimatvertriebenen als Mittel der Politik geächtet bleiben. Er ist ein Tag der Erinnerung und Mahnung zur Wahrung der Menschenrechte, für Frieden und Freiheit und relativiert nicht das Gedenken an andere Opfer der nationalsozialistischen Gewaltherrschaft und des Zweiten Weltkrieges.

## Hintergrund
Rund ein Viertel aller in Hessen lebenden Bürger haben Flucht oder Vertreibung selbst erlebt oder sind durch das Schicksal der nächsten Angehörigen davon betroffen. Sie verloren ihr Eigentum, ihre Heimat und viele auch ihre Angehörigen.
Hessen will die Erinnerung an diese Ereignisse für künftige Generationen lebendig halten und zu Verantwortung und Versöhnung mahnen. Dieser Gedenktag sei auch ein Zeichen der würdigenden Anerkennung für die gelungene Integration  und die Aufbauleistung der Heimatvertriebenen, Aussiedler und Spätaussiedler in Hessen.